# 제1교도비행단
제1교도비행단(독일어: Lehrgeschwader 1; LG 1 리허게슈바더 아인[*])은 제2차 세계 대전 당시 루프트바페의 다목적 비행단이다. 산하에 전투비행집단, 폭격비행집단, 급강하폭격비행집단을 두고 다목적 전술지원에 활용되었다. 1936년 7월에 창설되어 전쟁 내내 독일의 주요 항공기들(예: 메서슈미트 Bf 109, 메서슈미트 Bf 110, 도르니어 Do 17, 하인켈 He 111, 융커스 Ju 88, 융커스 Ju 87 등)을 거의 모두 운용했다.

## 역대 지휘관

### 비행단장
1. 소령 한스 예쇼네크: 1936년 10월 1일 – 1936년 11월
2. 대령 로베르트 크나우스 박사: 1937년 10월 1일 – 1939년 11월 17일
3. 소장 알프레트 뷜로비우즈: 1939년 11월 17일 – 1940년 10월 21일
4. 대령 프리드리히 카를 크누스트: 1940년 10월 21일 – 1942년 2월 18일
5. 대령 프란츠 폰 벤다: 1942년 6월 – 1942년 12월 2일
6. 중령 한스베르너 폰 부흐홀츠 남작: 1943년 3월 24일 – 1943년 8월 2일
7. 대령 요아힘 헬비히: 1943년 8월 14일 – 1945년 3월 2일
중령 루돌프 할렌즐레벤: 1944년 9월 – 1945년 1월 (권한대행)
대령 요아힘 헬비히: 1945년 1월 (권한대행)
8. 소령 리하르트 체카이: 1945년 3월 2일 – 1945년 5월 4일